# Zurlo (famiglia)
Gli Zurlo sono un'antica famiglia le cui prime notizie si segnalano a Napoli nel 1147 e che da più generazioni usa il titolo baronale, attribuitogli in diversi documenti ufficiali.

## La casata

### La fondazione
I primi dati in merito a questa famiglia risalgono al 1100 d.C. circa con quello che da atti familiari viene indicato con il capostipite di nome Felice (+ 1141).
Si pensa che l’origine del casato Zurlo derivi dalla famiglia Piscicelli, antica e nobilissima famiglia già conosciuta nella storia dal 977 d.C. con Leodoro Piscicello che fu generale della cavalleria dell’imperatore Basilio II Bulgaroctono e di cui Felice Piscicelli detto Zurlo risulta essere diretto discendente. I testi storici riconoscono l’abbandono del nome Piscicelli in favore nella VI generazione (1350 c.ca).
Secondo fonti storiche dello scritto Memorie delle famiglie nobili delle provincie meridionali d’Italia (1876), la famiglia Zurlo godette di importanti incarichi a livello politico e militare, noti alle cronache sono riconosciute personalità come Bartolomeo, che fu consigliere di Roberto D’Angiò, Salvatore, fidelis (semper fidelis) di re Roberto d’Angiò per la resa di Napoli, Francesco, comandante nella battaglia di Otranto.
Nello stesso scritto si legge che la famiglia Zurlo godette di nobiltà nel seggio o sedile di Capuana in Napoli.
Con l’arrivo di Lotrecco a Napoli, la famiglia Zurlo venne spogliata dei suoi beni e dei suoi privilegi perché divenuta partigiana dei Francesi.

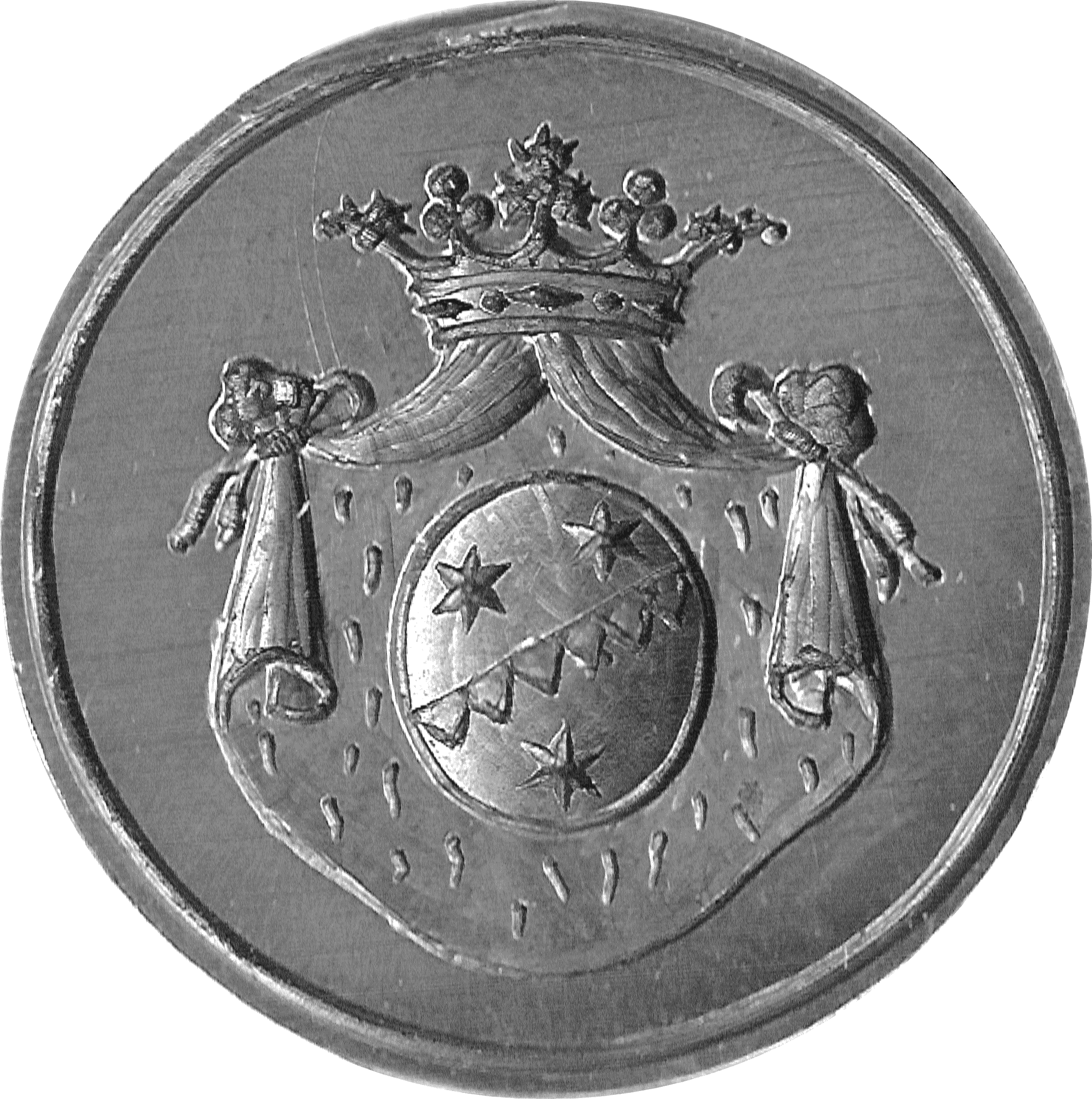
Sigillo per missive rappresentate l'araldo della famiglia Zurlo.

### Zurlo di Santa Severina
Un ramo della Famiglia Zurlo, secondo le prove ancora esistenti, godette di nobiltà in Santa Severina Gio Cesare (+1630) sposa Vittoria Rigitani; il figlio Gio Domenico è dottore fisico e sposa Laura Gullii). Orazio (n.1669 e, figlio di Gio Domenico) sposò la nobildonna Alvinia Venturi stabilendo il ramo nella città di Crotone. Dal matrimonio nacquero 11 figli.

### Ramo di Crotone e famiglia Venturi
Nel 1737 Don Pietro Zurlo ed i suoi fratelli furono aggregati alla nobiltà di Crotone, come si evince dal verbale della Real Camera di Santa Chiara, e da qui adottarono il nuovo blasone che mantenne il legame con quello originario con la conservazione della barra dentata, trasformata in sbarra dentata, e l’adozione del fondo azzurro coronato da tre stelle d’oro (segni distintivi della Famiglia Venturi).

## Personaggi di spicco della famiglia
Alcuni componenti del Casato si sono distinti nelle armi, nella religione e nella politica, ad esempio:
- Francesco Zurlo, barone, comandante alla difesa nella battaglia di Otranto assediata dai turchi nel 1480,[4][5] ove morì e i suoi resti mortali si conservano ancora oggi in Napoli, nella chiesa di Santa Caterina a Formiello (nella cappella dei Beati Martiri di Otranto) in apposite teche insieme ad altri resti mortali, degli eroici difensori e martiri di Otranto, cui un tempo vennero recuperati e traslati nel 1485, da Otranto a Napoli, per volontà di Alfonso II d'Aragona;
- Giuseppe Zurlo,[6] ministro plenipotenziario;
- Baldasarre Zurlo, politico;
- Francesco Zurlo, politico;[6]
- Pietro Zurlo, sindaco di Crotone (1753-1754);[7]
- Raffaele Zurlo, sindaco di Crotone (1768-1770);[7]
- Baldassarre Zurlo, sindaco di Crotone (1773-1774).[7]

## Dediche
- Via Francesco Zurlo, in Otranto, dedicata al capitano che protesse e morì durante l'assedio delle forze turche alla città.

### Fonti archivistiche
- Libro dei Baroni di Ruggero II;
- Libro dei feudi Angioini.

### Fonti storiche
- Maria Corti, L'ora di tutti, Bompiani, 1991,  pp. 26, 100 e 104, ISBN 9788845216886. URL consultato il 23 maggio 2024.
- Fulvio Mazza, Crotone: storia, cultura, economia, a cura di Francesco Antonio Lucifero, Soveria Mannelli (CZ), Rubbettino Editore, dicembre 1992,  pp. 245d, 259n, 232d, 235, 323, 380 e 389. URL consultato il 5 aprile 2024.
- Roberto Aiello e Giuseppina Mazzei, Calabria. Viaggio alla scoperta della mia terra, Youcanprint, 26 febbraio 2020, ISBN 9788831661515. URL consultato il 23 maggio 2024.